# Allemands de Croatie
La minorité allemande de Croatie désigne la minorité ethnique allemande vivant en Croatie.